# Holdridges livszoner

Holdridges livszonssystem. Trots att dess upphovsman uppfattade systemet tredimensionellt, brukar det vanligen visas som ett tvådimensionellt system med hexagoner i en triangulär ram.

Holdridges livszoner är ett globalt bioklimatsystem för klassificering av landområden. Den publicerades första gången av Leslie Holdridge 1947, och uppdaterades 1967. Det är ett relativt enkelt system baserat på få empiriska data, vilket ger objektiva kartläggningskriterier. Ett grundläggande antagande för systemet är att både jordtyp och klimaxvegetation kan bestämmas när klimatet är känt.
Systemet, som ursprungligen skapades för tropiska och subtropiska områden, tillämpas globalt. Det har visat sig passa tropiska vegetationszoner, medelhavszoner och boreala zoner, men är mindre användbart för kalla havsklimat eller torra klimat där fukten blir den avgörande faktorn. Systemet har kommit till stor användning när det gäller bedömningen av eventuella klimatförändringar i den naturliga vegetationen på grund av global uppvärmning.
De tre axlarna i den Barycentriska uppdelningen är:
- Nederbörd (årlig, logaritmisk)
- Luftfuktighet
- Potentiella Evapotranspirationsförhållandet till den genomsnittliga årliga nederbörden.

Andra indikatorer som ingår i systemet är:
- Biotemperatur (årligt medelvärde, logaritmisk)
- Latitudregioner
- Altitudbälten

Biotemperaturen baseras på växtsäsongens längd och temperatur. Den mäts som medelvärdet av temperaturmätningarna där de under fryspunkten räknas som 0 °C, då växterna vilar vid dessa temperaturer. Holdridges system använder biotemperatur framför temperattemperaturluses biotemperature framför Merriams livszoner, och tar primärt inte hänsyn till höjd. Systemet anses mer passande för den tropiska vegetationens komplexitet än Merriams system.

## Klasser
Klasserna som är definierade i systemet och används av IIASA är:
1. Polaröken
2. Subarktisk torr tundra
3. Subarktisk fuktig tundra
4. Subarktisk våt tundra
5. Subarktisk regntundra
6. Boreal öken
7. Boreal torr buskskog
8. Boreal fuktig skog
9. Boreal våt skog
10. Boreal regnskog
11. Kalltempererad öken
12. Kalltempererad busköken
13. Kalltempererad myrskog
14. Kalltempererad fuktskog
15. Kalltempererad strandskog
16. Kalltempererad regnskog
17. Varmtempererad öken
18. Varmtempererad busköken
19. Varmtempererad taggbusköken
20. Varmtempererad myrskog
21. Varmtempererad fuktskog
22. Varmtempererad strandskog
23. Varmtempererad regnskog
24. Subtropisk öken
25. Subtropisk busköken
26. Subtropisk taggskog
27. Subtropisk torr skog
28. Subtropisk fuktskog
29. Subtropisk strandskog
30. Subtropisk regnskog
31. Tropisk öken
32. Tropisk busköken
33. Tropisk taggskog
34. Tropisk torrskog
35. Tropisk myrskog
36. Tropisk fuktskog
37. Tropisk strandskog
38. Tropisk regnskog